# San Miguel de la Ribera
San Miguel de la Ribera – gmina w Hiszpanii, w prowincji Zamora, w Kastylii i León, o powierzchni 26,25 km². W 2011 roku gmina liczyła 338 mieszkańców.